# Śluza Cybińska
Śluza Cybińska (niem. Cybina Schleuse) – obiekt hydrotechniczny poligonalnej Twierdzy Poznań, położony na Berdychowie na rzece Cybina. Został zbudowany około 1845 roku.

## Budowa i funkcjonowanie
Pierwotny projekt z 1841 roku przewidywał trzy murowane przepusty, ostatecznie wybudowano dwa. Obiekt długości 26,85 m i szerokości ok. 12 m został ulokowany pomiędzy nadszańcem Cybińskim (Aster) i Bramą Warszawską. Trzy rzędy zastaw miały spiętrzać wody rzeki Cybiny i tworzyć rozlewisko wokół lunety Cybińskiej (dzisiejszy teren zachodniej części Jeziora Maltańskiego).
W latach powojennych zbudowano nowy jaz położony kilkadziesiąt metrów na wschód od śluzy, który spiętrza wodę tworząc największy sztuczny akwen Poznania. W trakcie poszerzania ul. Jana Pawła II (dawniej ul. Podwale) wydłużono przepust dobudowując betonowe tunele z każdej strony, przez co śluza nie jest widoczna z zewnątrz.

## Stan obecny
Północny przepust śluzy wykorzystywany jest do dzisiaj, przepływa przez niego rzeka Cybina. Południowy przepust jest niedostępny.